# Mons Vinogradov
Mons Vinogradov – poszarpany masyw górski położony na morzu księżycowym w miejscu, gdzie Oceanus Procellarum na południowym zachodzie łączy się z Mare Imbrium na wschodzie. Trzy najważniejsze szczyty formacji wznoszą się na wysokość 1,0-1,4 km ponad powierzchnię. Na wschód od nich leży krater Euler, a na południowy wschód przedgórza Montes Carpatus, tworzących południowo-zachodnią granicę Mare Imbrium.
Maksymalna średnica góry przy podstawie to 25 km. Jej nazwa, nadana w 1979 roku upamiętnia radzieckiego chemika Aleksandra Pawłowicza Winogradowa (1895-1975). Wcześniej była nazywana Euler Beta (β) lub Mons Euler.
W górzystym terenie tuż na południowy wschód od Mons Vinogradov leży kilka niewielkich kraterów, które zostały nazwane przez MUA. Są one wymienione poniżej.
| Krater  | Współrzędne      | Średnica | Pochodzenie nazwy        |
| ------- | ---------------- | -------- | ------------------------ |
| Akis    | 20,0° N, 31,8° W | 2 km     | greckie imię żeńskie     |
| Ango    | 20,5° N, 32,3° W | 1 km     | afrykańskie imię męskie  |
| Jehan   | 20,7° N, 31,9° W | 5 km     | tureckie imię żeńskie    |
| Natasha | 20,0° N, 31,3° W | 12 km    | rosyjskie imię żeńskie   |
| Rosa    | 20,3° N, 32,3° W | 1 km     | hiszpańskie imię żeńskie |